# Flaga Murcji

Flaga Murcji, autonomicznego regionu Hiszpanii, ma kształt prostokątu o  proporcjach 2:3. Na purpurowym tle w lewym górnym rogu znajdują się cztery złote zamki, a w prawym dolnym rogu siedem złotych koron.
Obowiązuje od 9 czerwca 1982 roku.
Zamki odnoszą się do położenia dawnego Królestwa Murcji, usytuowanego między Królestwem Aragonii i Królestwem Kastylii, muzułmańską Grenadą i Morzem Śródziemnym.
Siedem koron symbolizuje sukcesywnie nadawane Murcji przywileje królewskie. Pięć pierwszych koron pochodzi od króla Alfonsa X, na mocy przywileju wydanego 14 maja 1281, który przyznawał Murcji własny sztandar i pieczęć magistracką. Szósta korona pochodzi od Piotra I Okrutnego, została nadana 4 maja 1361, w podziękowaniu za wsparcie w staraniach o tron. Siódma została przyznana przez Filipa V 16 września 1709 za poparcie, jakie otrzymał od Murcji w czasie wojny o sukcesję z Arcyksięciem Karolem.